# Alain Buyse
Pour les articles homonymes, voir Buyse.
 (mai 2018).
Si vous disposez d'ouvrages ou d'articles de référence ou si vous connaissez des sites web de qualité traitant du thème abordé ici, merci de compléter l'article en donnant les références utiles à sa vérifiabilité et en les liant à la section « Notes et références ».
Alain Buyse, né le 9 février 1952 à Bar-le-Duc et mort le 6 mai 2018 à Lille, est un sérigraphe et éditeur français.
Il a travaillé avec des centaines d'artistes, de 1983 à sa mort. Se déclarant « artisan » plus qu'« artiste », Alain Buyse s'est avant tout fait collaborateur des artistes venant le contacter, re-travaillant avec eux leur projet pour l'adapter aux réalités et contraintes techniques de la sérigraphie.
Reconnu Maître d'art par le ministère de la Culture en 2004, il a contribué à la diffusion de la technique sérigraphique avec la création des Ateliers d'Éditions Populaires en 2005.

## Biographie
Alain Buyse naît le 9 février 1952 à Bar-le-Duc,.
Il s'installe à Lille à partir de 1972, où il étudie le commerce à l'école EDHEC.
À partir de 1976, il oriente ses études vers les lettres, la musique, et la photographie.[réf. nécessaire]
Il travaille en entreprise de photogravure couleur offset de 1978 à 1983.
En 1980 il s'initie à la sérigraphie, explore la technique à partir de ses propres photographies en utilisant ses connaissances en photogravure. Il installe en 1983 son atelier dans le Vieux-Lille, et commence ses premières affiches, autocollants et estampes originales la même année avec des peintres locaux, galeries locales et surtout le Musée de Villeneuve d'Ascq qui provoque la rencontre de Gérard Duchêne. Celui-ci va travailler avec Alain Buyse dans l'activité d'édition qui va véritablement démarrer en 1985. Des contacts vont se créer à Paris, à Nice et à l'étranger.[réf. nécessaire]
En 1985 il édite un premier livre d'artiste, L'Appel du large de Michel Butor et Gérard Duchêne. À l'édition de multiples en sérigraphie va s'ajouter la réalisation de livres d'artistes. Depuis, une cinquantaine de projets sont apparus, avec notamment des livres d'artistes de Carmelo Arden-Quin, Jean-Pierre Le Goff, Paul-Armand Gette, Marie Redonnet, Daniel Dezeuze, Jochen Gerz, Peter Downsbrough, Robert Barry, Nils-Udo, Eugène Dodeigne, Bernard Noël, Floc'h, François Bouillon.[réf. nécessaire]
En 1986, à l'initiation de Gérard Durozoi et Gérard Duchêne commence la publication de la revue PIÈCES qui invite des artistes et des écrivains à proposer une page originale imprimée en sérigraphie. 10 numéros sont parus regroupant environ 165 travaux. Un an plus tard, il rencontre Paul-Armand Gette avec qui il éditera Colour etc.[réf. nécessaire]
En 1989, il rencontre Jacques Villeglé lors d'une exposition à Lille.
Une nouvelle collection commence entre 1988 et 2003 avec l'ouverture de la Galerie Épreuve d'Artiste située au sous-sol de l'atelier. Chaque exposition est assortie d'un petit livre E.A.. A ce jour sont parus 24 volumes.
En 1990, liée à la spécificité de la sérigraphie, est créée la collection d'Autocollants ART dont 32 numéros ont été édités.
Les affiches ART? imprimées à partir de 1996 sur divers types de papiers, s’inscrivent dans un large projet de collaboration.
Toujours dans une volonté d'expérimentation du médium sérigraphique, il utilisera entre 1999 et 2001 une technique inédite en collaboration avec Bernard Guerbadot : l'huile de vidange à la place de l'encre traditionnelle. Il utilisera cette pratique dans de multiples projets d'estampes à travers sa carrière.
Il débute en 2001 des ateliers en milieu scolaire français, et édite des livres intégralement produits en sérigraphie. Chaque livre est le résultat d'une collaboration étroite entre les élèves, qui produisent les illustrations et les textes avec leur professeur.
En novembre 2004, il est reconnu Maître d'art par le ministère de la Culture,, et son atelier est distingué « Entreprise du patrimoine vivant ».
En 2005, Alain Buyse crée l'association des Ateliers d'Editions Populaires.
En 2006, le musée du dessin et de l'estampe originale de Gravelines lui consacre une exposition rétrospective qui montre l'ampleur, la diversité et la qualité de son travail.
Alain Buyse meurt le 6 mai 2018 à Lille à l'âge de 66 ans,.

## Ateliers d'Éditions Populaires (2005)
C'est sur le même modèle de l'Atelier d'arts graphiques populaires fondé en 1937 par Leopoldo Méndez, Pablo O'Higgins, et Luis Arenal Bastar à Mexico, qu'Alain Buyse conçu les Ateliers d'Éditions Populaires au sein de son propre atelier, 12 rue des Vieux Murs à Lille.
L'atelier mexicain appelé le Taller de Gráfica Popular regroupait une quinzaine de graveurs travaillant collectivement dans la production d'estampes et d'images publiques. Ces images pouvaient être des feuilles qu'ils distribuaient dans la rue, collaient sur les murs ou publiaient dans des journaux et des revues. Ils considéraient l'art et surtout l'estampe comme une arme révolutionnaire par son côté multiple et émancipateur. Cet atelier, comme bien d'autres, traditionnellement en Amérique du Sud, proposait de mettre les capacités techniques et artistiques des graveurs au service des habitants pour tirer des images d'art ou des affiches politiques. Ces graveurs mexicains dépensaient beaucoup d'énergie à créer et distribuer leurs gravures dans l'indifférence générale. Le poète Manuel Maples Arce écrit que José Guadalupe Posada ne s'était pas laissé abattre par l'incompréhension de son public car sa plus grande gratification se trouvait dans son travail même.
Structurés en association, les Ateliers d'Éditions Populaires ont commencé à fonctionner en octobre 2005. L'atelier s'est immédiatement défini comme un atelier d'édition et non comme une école dispensant des cours ou des stages. Les participants conçoivent chaque projet en fonction d'une édition réelle : une quantité significative est produite afin d'envisager une diffusion de l'édition (vente, distribution, envoi, affichage). Il est ouvert à tous ; graphistes, enseignants de toutes disciplines, étudiants et amateurs de tous horizons. L'aspect collectif du fonctionnement a eu, dès le début, pour vocation et pour effet de provoquer une émulation par le groupe plutôt qu'une confrontation des styles[source secondaire souhaitée].
En plus des productions quotidiennes furent organisés des séries d'affiches liés à des thèmes précis ; CUBA (2007), L'Eau (2007), Kitsch-Catch (2007, lié à la Maison folie de Wazemmes), Habiter poétiquement le monde (2010-2011, lié à l'exposition homonyme du LAM), Hypnos (2007, lié à l'exposition homonyme et hors-les murs du LAM), et Movida (fin 2009-2010, lié à l'exposition Mi Movida, euphorie à Madrid à la Maison folie de Wazemmes)[source secondaire souhaitée].

## Sérigraphie d'estampes
À partir de 1983, il édite en sérigraphie les estampes de centaines d'artistes, parmi eux : Jef Aérosol, Arthur Aeschbacher, Marcel Alocco, Carmelo Arden-Quin, Glen Baxter, Carole Benzaken, François Bouillon, François Boucq, Jorge Camacho, Claude Closky,Robert Combas, Daniel Dezeuze, Norman Dilworth, Hervé Di Rosa, Eugène Dodeigne, Peter Downsbrough, Gérard Duchêne, Richard Fauguet, Valérie Favre, Floc'h, Ruth Francken, Jochen Gerz, Paul-Armand Gette, Bernard Guerbadot, James Guitet, Joël Hubaut, Shirley Jaffe, JonOne, Joël Kermarrec, Carlos Kusnir, Jean-Noël Laszlo, Yvan Le Bozec, Marcel Lempereur-Haut, M&M, Philippe Mayaux, Annette Messager, Vera Molnár, Antoni Muntadas, Daniel Nadaud, Nils-Udo, Julian Opie, Edouard Pignon, Georges Rousse, Niki de Saint Phalle, Alain Séchas, Antoni Tàpies, Hervé Télémaque, Ben Vautier, Claude Viallat, Jacques Villeglé.

## Présence dans les collections publiques
- AFAA (Association française d'action artistique)
- FNAC (Fonds national d'art contemporain)
- Bibliothèque nationale de France (dépôts légal et acquisitions) - Paris
- Bibliothèques municipales de Lille, Faches-Thumesnil, Roubaix, Wattrelos, Issy-les-Moulineaux, Cagnes-sur Mer, Cavaillon
- Bibliothèque de Dresde (Allemagne)
- FRAC Nord-Pas-de-Calais - Dunkerque
- FRAC-Artothèque du Limousin - Limoges
- Musée du dessin et de l'estampe originale - Gravelines
- Centre Pompidou - Paris
- Lille Métropole Musée d'art moderne, d'art contemporain et d'art brut - Villeneuve d'Ascq[19]
- MoMA - New York (États-Unis)
- Centre national édition art image - Chatou
- Centre des livres d'artistes - Saint Yrieix
- Centre de la gravure et de l'image imprimée - La Louvière (Belgique)
- La Sécu (artothèque[20]) - Lille

## Salons et expositions
- « Livres bizarroïdes », exposition à la Bibliothèque municipale de Lille, 1989. Commissariat Anne-Marie Poncet.
- Salon du Livre de Paris, 1990, en partenariat avec la Bibliothèque municipale de Lille
- SAGA 1992, 1993, 1995, 1998 - Paris
- Salon Artist Books International, 1995 - New York, États-Unis
- Lille Métropole Musée d'Art moderne, d'Art contemporain et d'Art brut, Villeneuve d'Ascq, 2001
- « Alain Buyse éditeur, la collection E.A. et affiches ART? », Centre des livres d'artistes, 2003 - Saint Yrieix
- « L'art Tramé, estampes et livres d'artistes. Editions Alain Buyse, Lille 1982-2005 », exposition au Musée du Dessin et de l'Estampe Originale, 2006 - Gravelines
- Lille Art Fair/Art Up!, 2012, 2013, 2014, 2015 - Lille
- « Alain Buyse, Éditions / Sédition », 2019 - maison folie de Moulins, Lille[21]